# 三輪神社 (北杜市)
三輪神社（みわじんじゃ）は、山梨県北杜市須玉町若神子（）820にある神社。社格は旧村社。

## 祭神
- 大物主神（）[1]

## 歴史

### 古代・中世
創建年は不詳。社記によると大和国十市郡桜井（現・奈良県桜井市）の大神神社（三輪明神）を勧請したとされる。その時期は社記によると慶雲年間（704年 - 708年）であり、1916年（大正5年）の神社明細帳によると大治年間（1126年 - 1131年）である。

### 近世
慶長8年（1603年）3月31日の徳川四奉行連署証文によると、若神子村内で2石2斗8升が与えられている。江戸時代には若神子下の氏神だった。かつては源義清の鉄面、天正3年（1575年）に奉納された掛鏡、天正10年（1582年）の織田氏近世札などがあったが、これらの宝物は伝存していない。
文化11年（1814年）に編纂された『甲斐国志』には三輪明神とある。

### 近現代

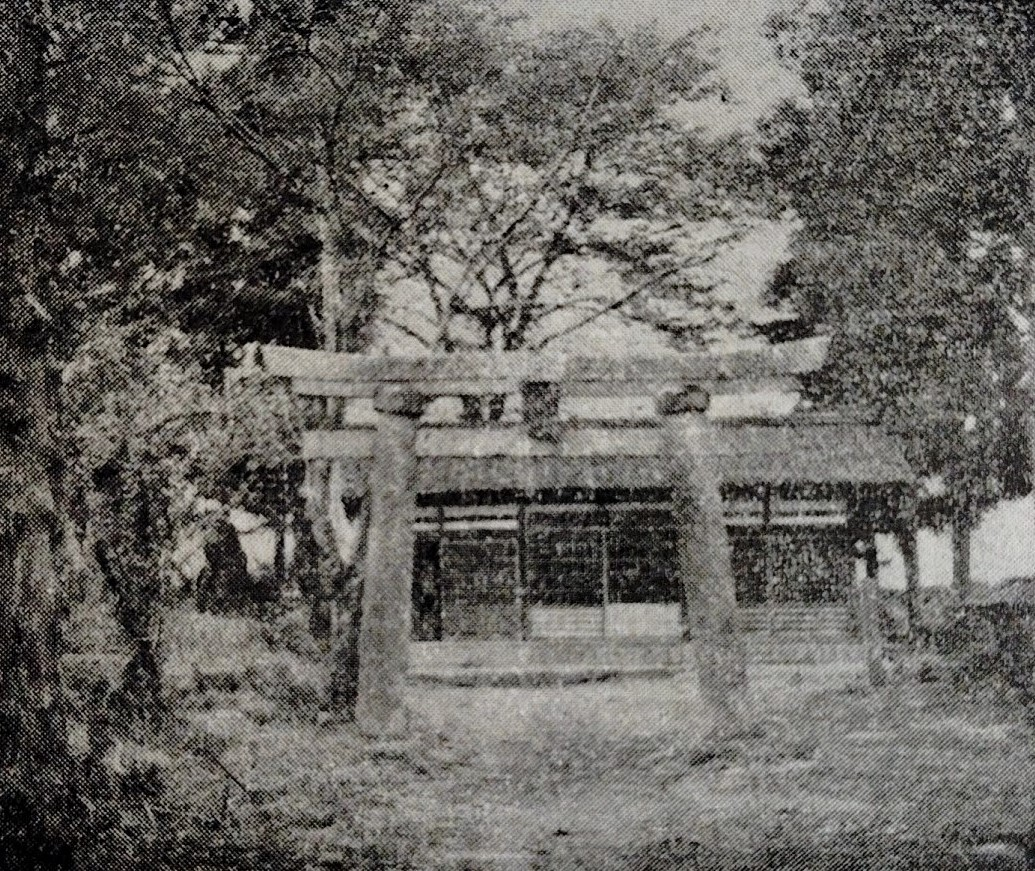
1955年の三輪神社

1873年（明治6年）には近代社格制度による村社に列せられ、1906年（明治39年）には神饌幣帛料供進神社に指定された。
1985年の『山梨県神社誌』によると氏子数は97戸、崇敬者数は291人。2001年（平成13年）の『須玉町史 社寺・石造物編』によると氏子数は115戸。

## 境内
- 本殿[1] - 慶応4年（1868年）造営[3]。
- 渡殿（幣殿） - 1910年（明治43年）造営[3]。
- 拝殿[1] - 文政11年（1828年）造営[3]。1921年（大正10年）に瓦屋根が葺き替えられた[3]。
- 石鳥居[1][3] - 正徳2年（1712年）5月建立[5]。「三輪宮」という扁額を掲げている[5]。
- 石灯籠[1] - 明和4年（1767年）建立[2]。
- 六地蔵幢 - 永享6年（1434年）または永享7年（1435年）建立。
- 庚申塔 - 寛政12年（1800年）建立[2]。
- 石碑「金色蚕養神」 - 1916年（大正5年）建立。
- 黄金橋 - 参道を流れていた荒堰に架かっていた石橋であり、荒堰の改修工事に伴って境内に移築された。

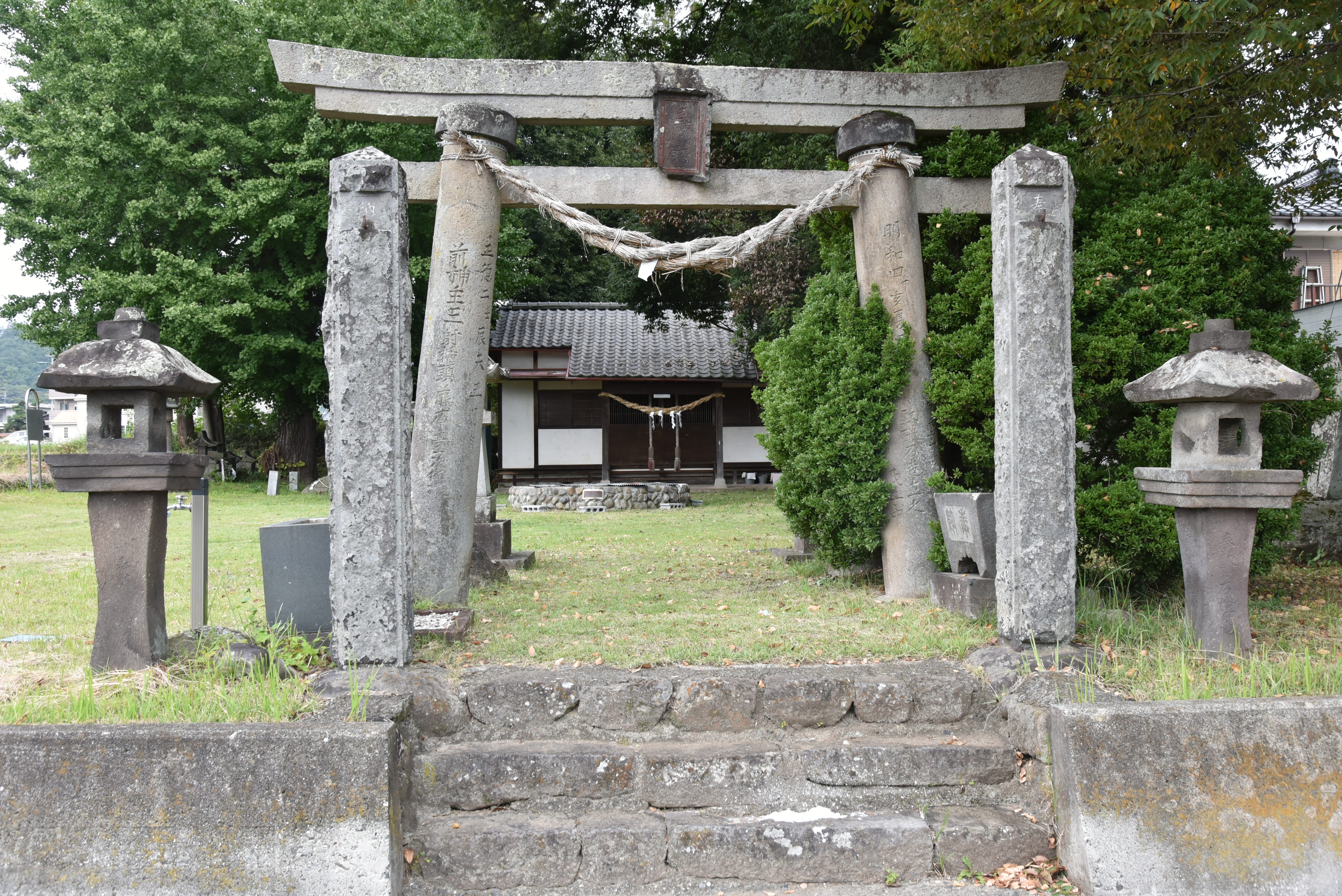
鳥居
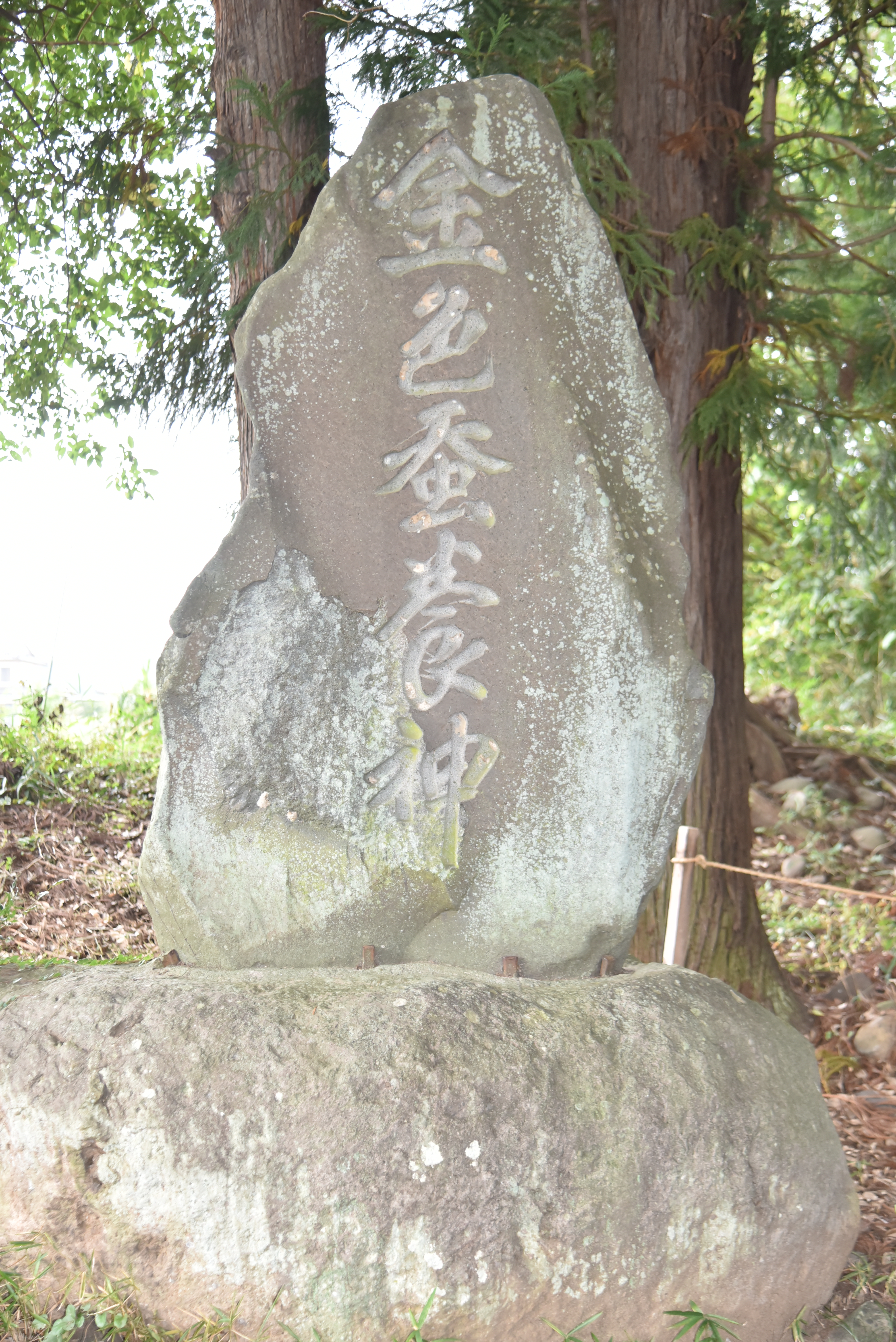
金色蚕養神
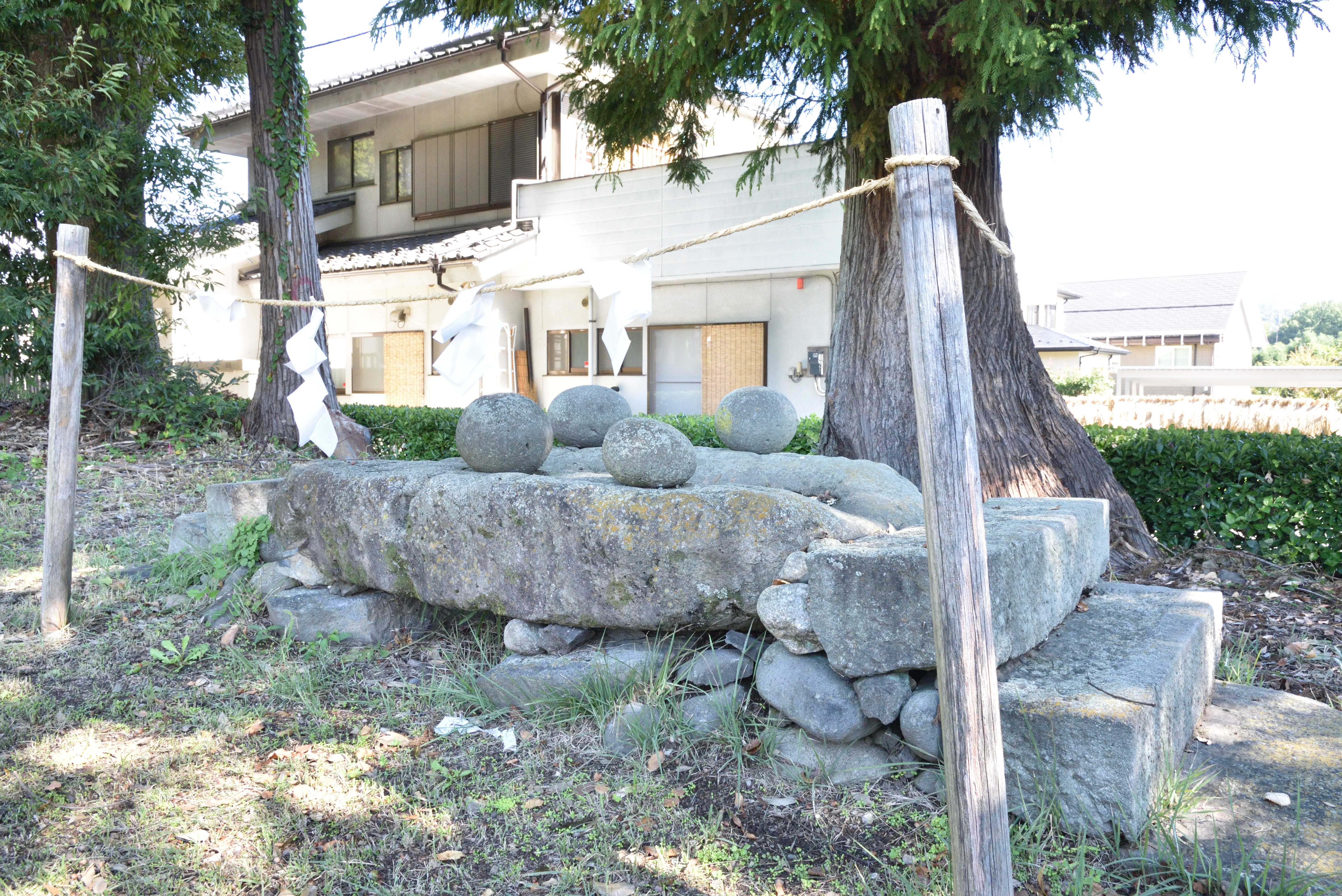
境内に移築された黄金橋の部材

### 境内社

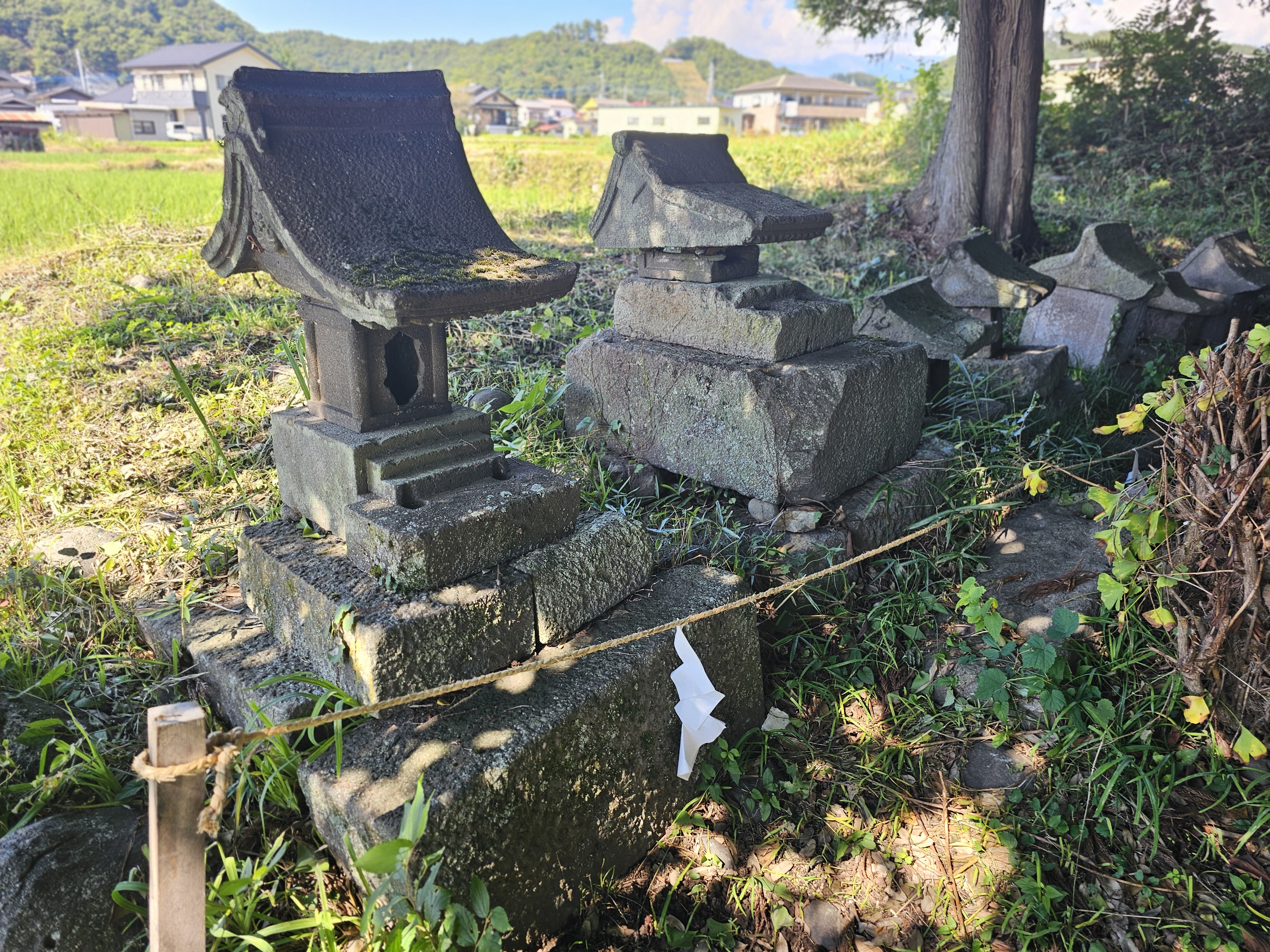
境内社
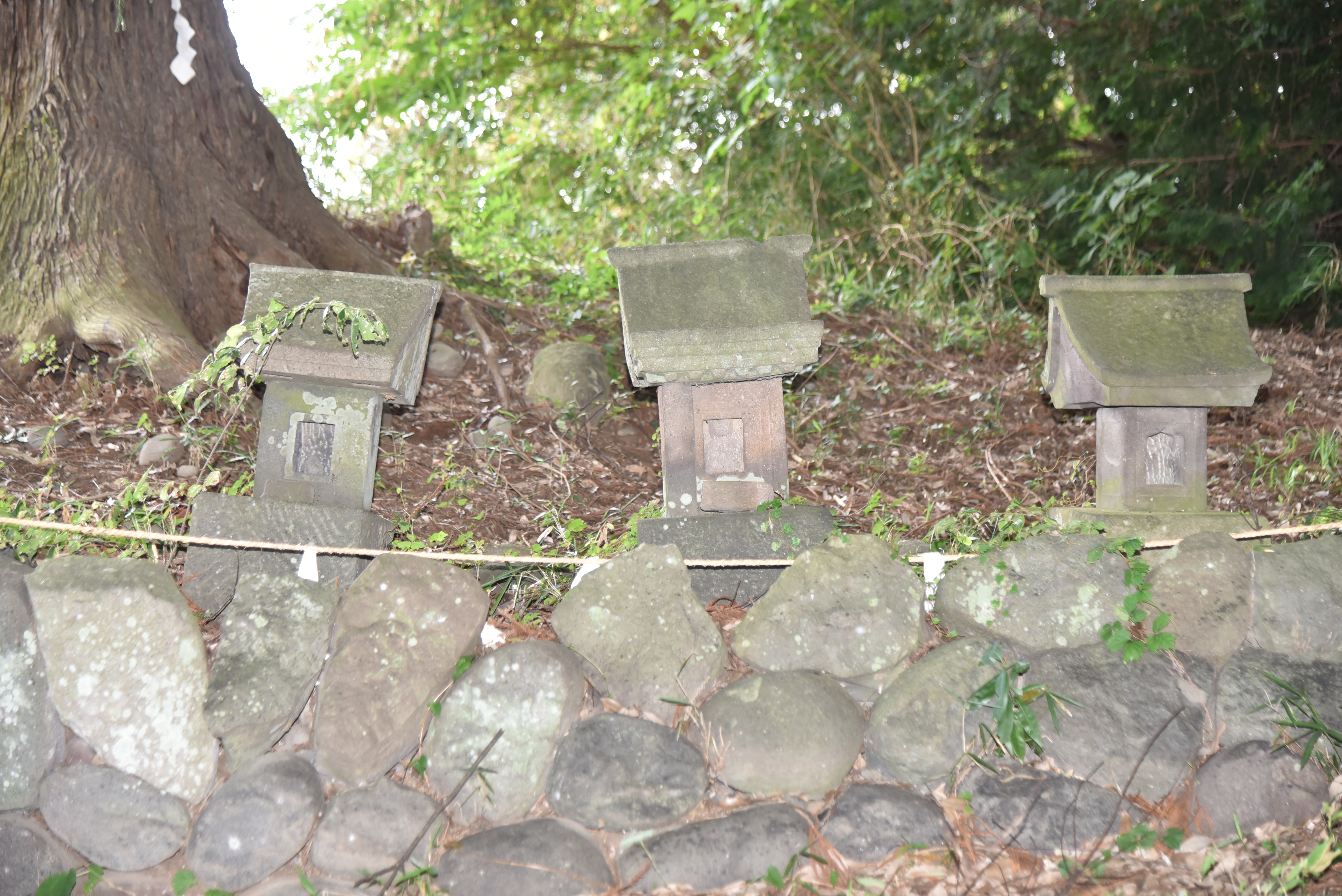
境内社

- 須賀社[1][3]
- 栗島社[1][3]
- 琴平社[1][3]
- 疱瘡社[1][3]
- 庚申社[1][3]
- 蚕神社[1][3]
- 苗敷社[1][3]
- 道祖社[1][3]
- 天神社[1][3]

- 境内社
- 境内社

## 祭礼

### 5月5日 祈年祭
5月5日には祈年祭が行われる。前年5月5日からその年5月4日までに生まれた新生児が新氏子として神前に報告される。春祭と位置付けられ、古くは養蚕の神である苗敷社の祭礼と併せて施行された。養蚕農家が重箱に団子を作って神前に供えて豊蚕祈願をし、祭を終えると蚕座神と団子を頂戴して帰宅した。苗敷社では種籾や雑穀の種子を備えて豊作を祈願したが、1978年（昭和53年）時点ですでにこれは行われていない。

### 7月30日 禊祭（ほうとう祭）

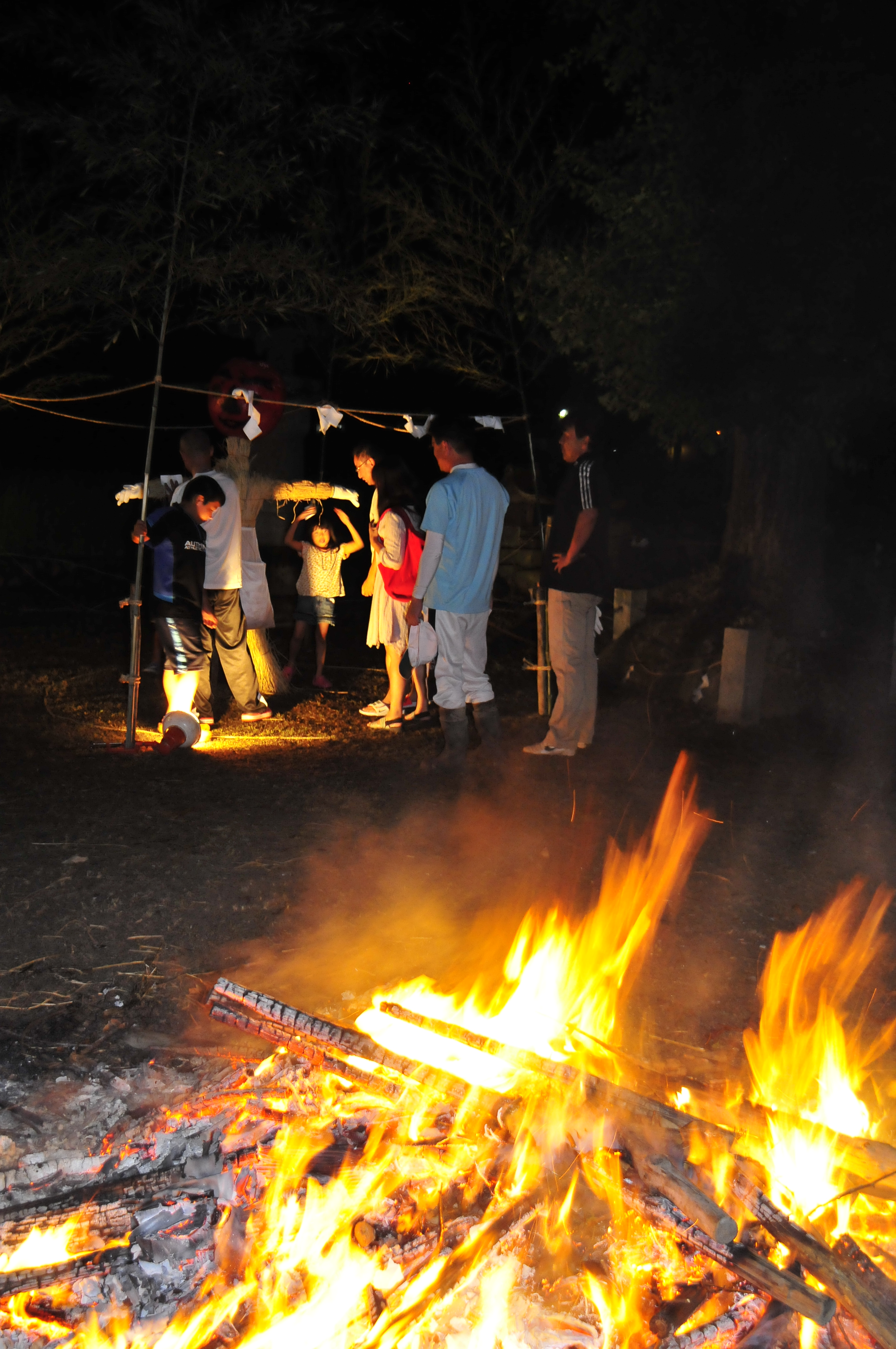
ほうとう祭

7月30日には禊祭が行われる。夏祭と位置付けられ、どんどん火祭、ほうとう祭、ていねいこぐり祭（胎内くぐり）などとも呼ばれる。夜間に行われ、氏子から集めた薪を祭りの終わりまで社の庭で燃やし続ける。
この祭では必ず小豆ほうとうを食べる儀礼があり、このほうとうは新しい土用小豆と新しい小麦粉で作る。起源は新穀への感謝の祭りであるとされている。疫病除けに藁人形を作り、参拝した氏子は神社から与えられた紙で患部や体を拭いて、人形の腹掛けにその紙片を入れて拝んだという。「ほうとう祭」と呼ばれるこの祭事は、現代では後述のとおり、身体の悪い部分を撫でた紙で藁人形の同じ部位を撫でると病が癒えるいう形に変化している。祭の後、人形を須玉川に流すことで疫病払いとなる。なお、河川環境保護のため、藁人形は境内の火で燃やすよう改められている。また、作物の病害虫除けに、麻や樫の葉などを白紙に折り込んで割りばしで挟み、祭りの翌日に氏子宅に配布する。氏子はこれを田畑の畔に立てる。
2024年（令和6年）現在は参詣者の便をはかるため、7月の最終土曜日に行われている。類似の祭礼としては、韮崎市穂坂町上今井でもホウトウ祭と呼ばれる祭礼が行われている。地元では山梨県における三大火祭と称しており、祭礼の日には小豆ボウトウを食べる風習がある。北巨摩郡白州町でも7月の祇園祭において小豆ボウトウを食べる地域があり、韮崎市にも夏の虫送りの日に小豆ボウトウを食べる地域がある。

### 10月5日 例祭（感謝祭）
10月5日には例祭（感謝祭）が行われる。五穀豊穣を感謝する。境内社である須賀社の神輿渡御が行われる。

## 文化財

### 山梨県指定文化財
三輪神社の六地蔵幢
高さ2.4メートルの安山岩製の石灯籠のような形状で、下部から基堰・円柱状のとう身・中台・六柱屋根を重ね、最上部に宝珠を乗せる。火袋にあたる龕部（）に六体の地蔵を納める。甲州型地蔵の典型的な形状で、特に龕部の六地蔵の彫刻は緻密な細工となっている。
制作年は「永享7年甲寅十月十六日」と銘がある。永享7年（1435年）の干支は乙卯で、甲寅は永享6年（1434年）なので、和暦と干支のいずれかが誤記であると思われる。六地蔵幢を造立したのは聖西蓮坊と一結衆と伝わる。1990年（平成2年）2月7日に山梨県指定文化財に指定された。かつて須玉町大豆生田覚林寺にもほぼ同等の大きさの石幢があり、山梨県庁敷地内の庭園に飾られている。

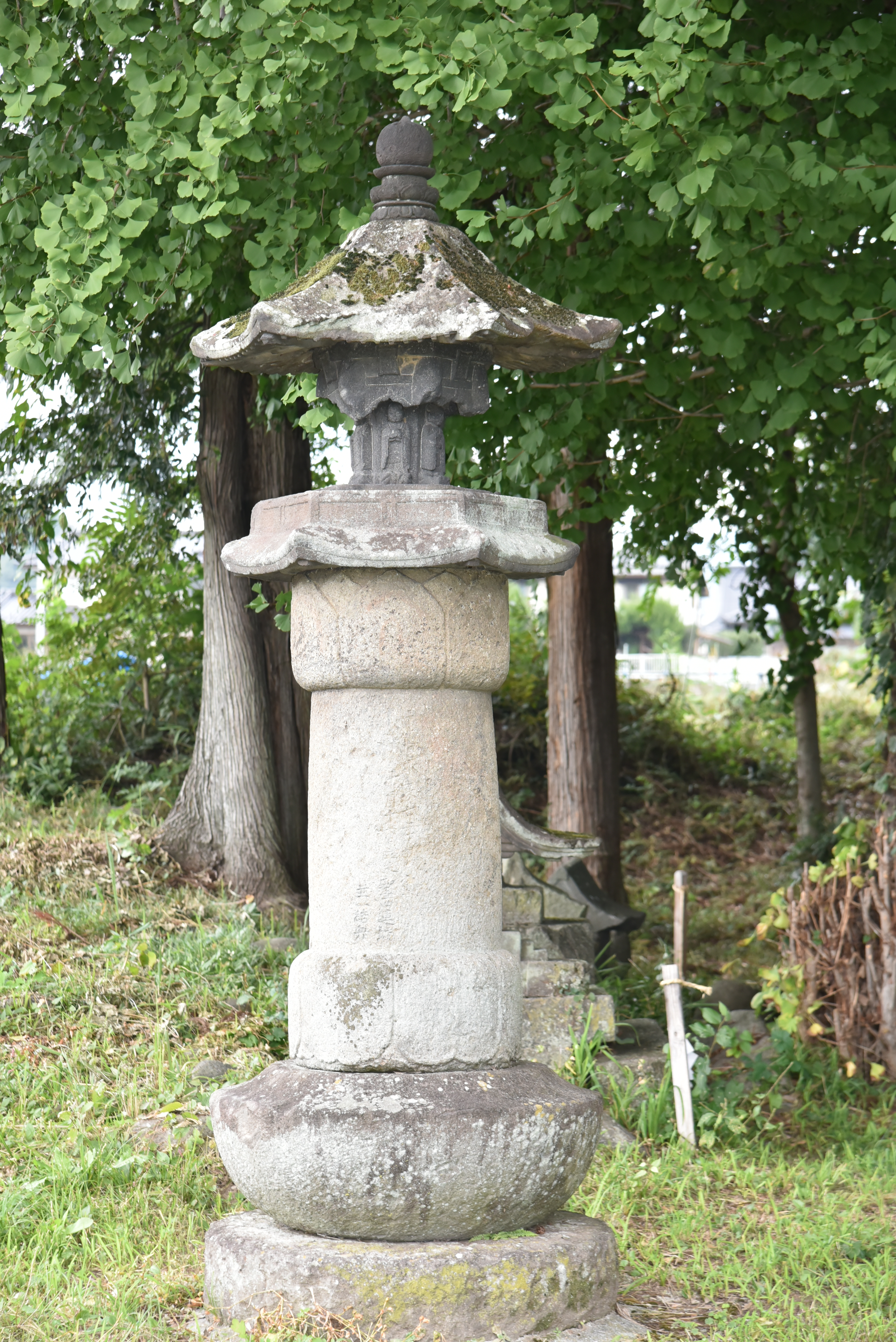
六地蔵幢
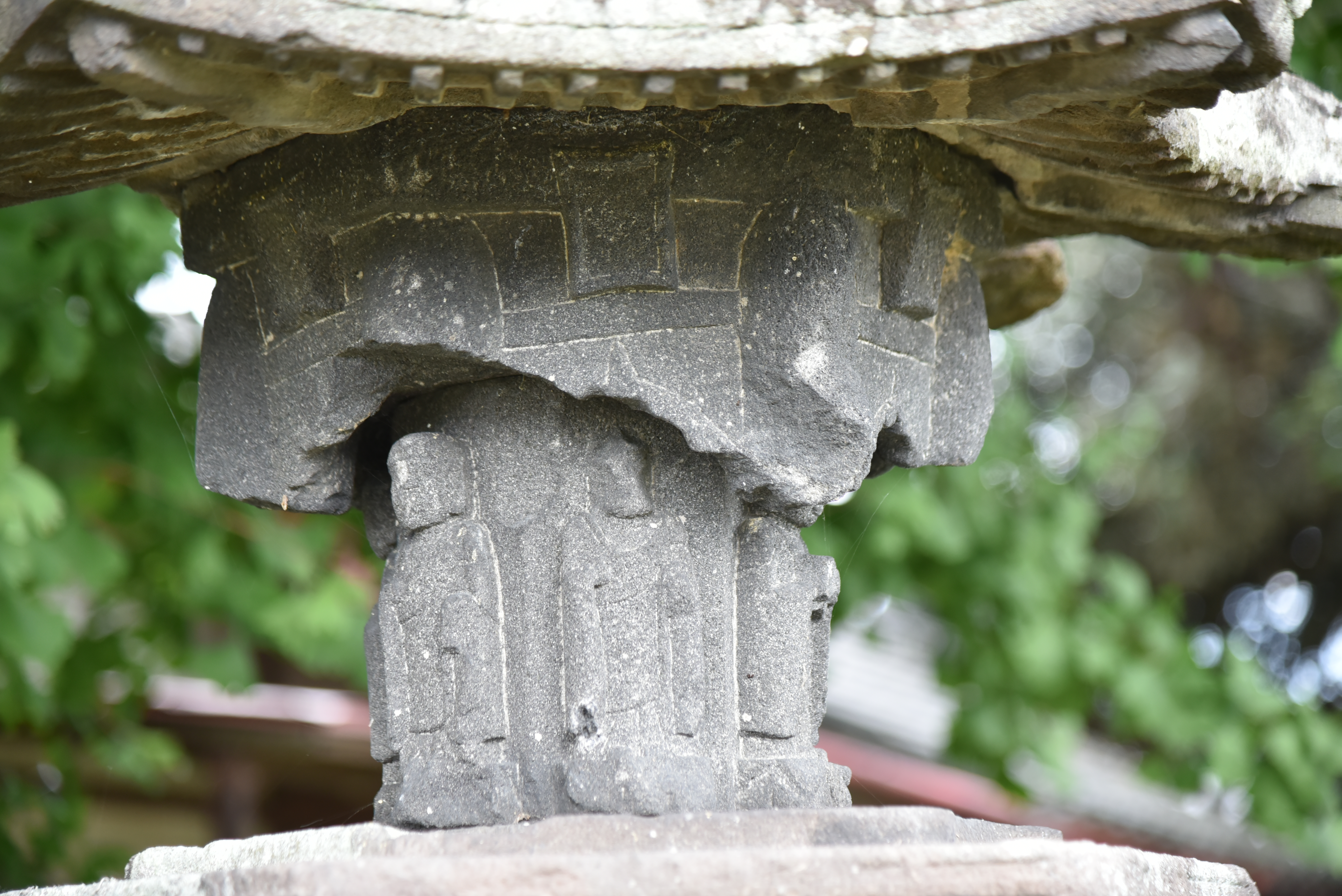
龕部にある六地蔵の彫刻

### 選択無形民俗文化財
若神子のほうとう祭
当社の夏の例大祭にあり、選択無形民俗文化財となっている。「神紙（）」という紙で身体の悪い部分を撫で、その紙で境内の藁人形の同じ部位を撫でると不浄を払うことができると伝えられ、清めた神神は藁人形の腹掛けに納められる。区長や氏子総代を中心として作られる藁人形は等身大であり、全長は約2メートルである。
この祭礼は「ほうとう祭」と呼ばれる。祭礼の日には収穫した小麦粉で儀礼食として小豆ほうとうを作る。藁人形は町内を引き廻された後に須玉川に流される。2004年（平成16年）2月16日に選択無形民俗文化財に指定された。山梨県には災いを追放する意味を込めて藁人形を引き廻す祭礼が多数ある。

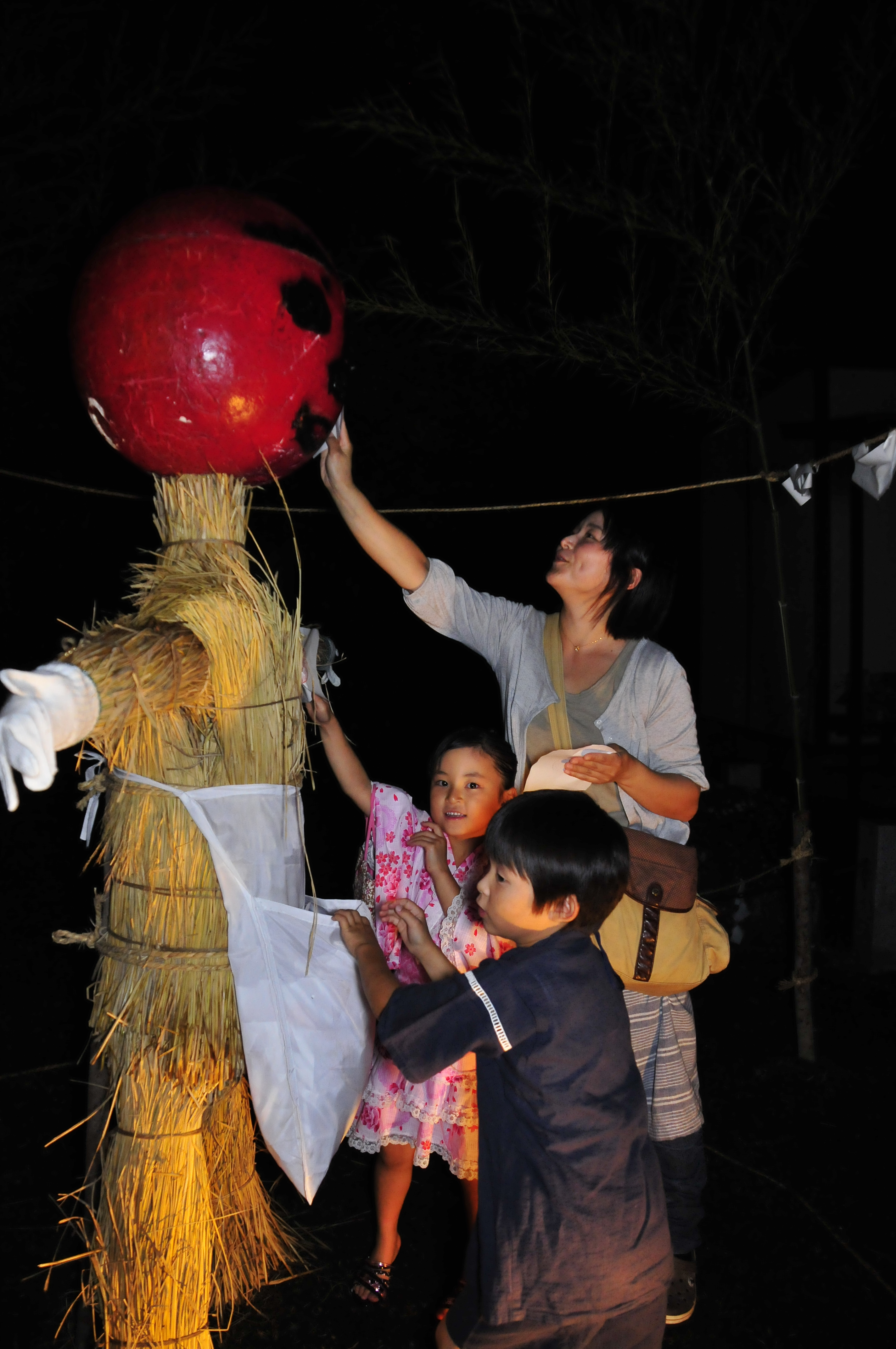
ほうとう祭り
神紙
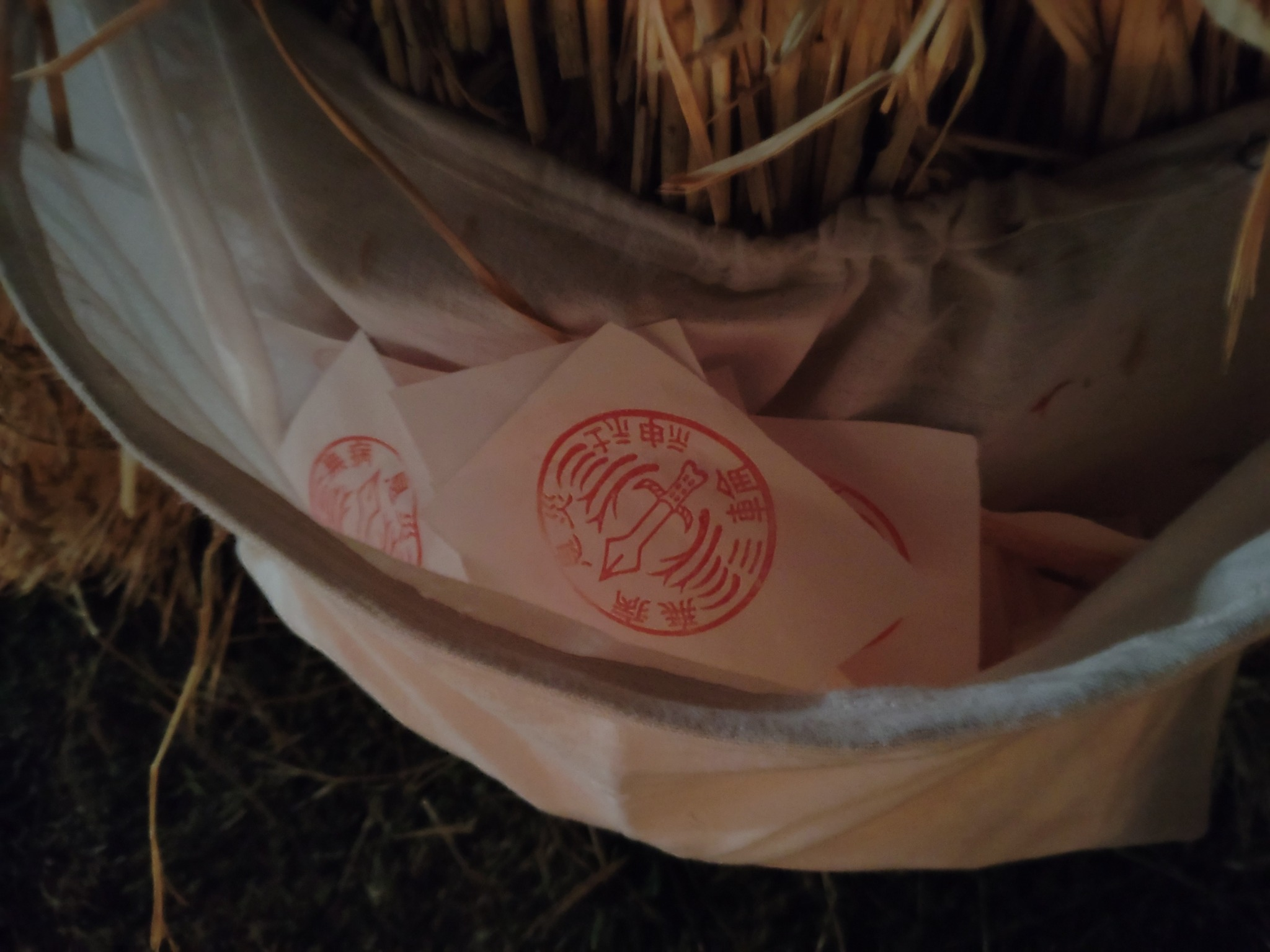
腹掛けに納められた神紙

## 説話
三輪神社の牛石
諸国巡業中の大国主命が三輪神社の前を通りがかった際、乗っていた牛が突然石になったという。この牛石にまつわる伝承が複数残されている。
1. 女郎に惚けて連日店を空ける商家の主人に困った妻や父母が夜中に百度参りをしたところ、百日目に社の前に女神を前後に付き添えた牛石が立った。妻が帰宅すると夫は女郎と縁を切って帰宅しており、妻に土下座して謝り、家業に励むようになった。
2. 戦時中、出征する兵士の無事を祈って3・7・21日間の参詣をして占ったところ、自分の息子は戦死するが親戚の息子は無事に帰ると占い師に言われた。21日目、三輪神社に祈願すると大きな牛が社の前の田の稲を踏み荒らし、しかし翌日に見に行くと稲は元のように屹立していた。終戦後、息子は無事に帰り、親戚の息子が戦死した。

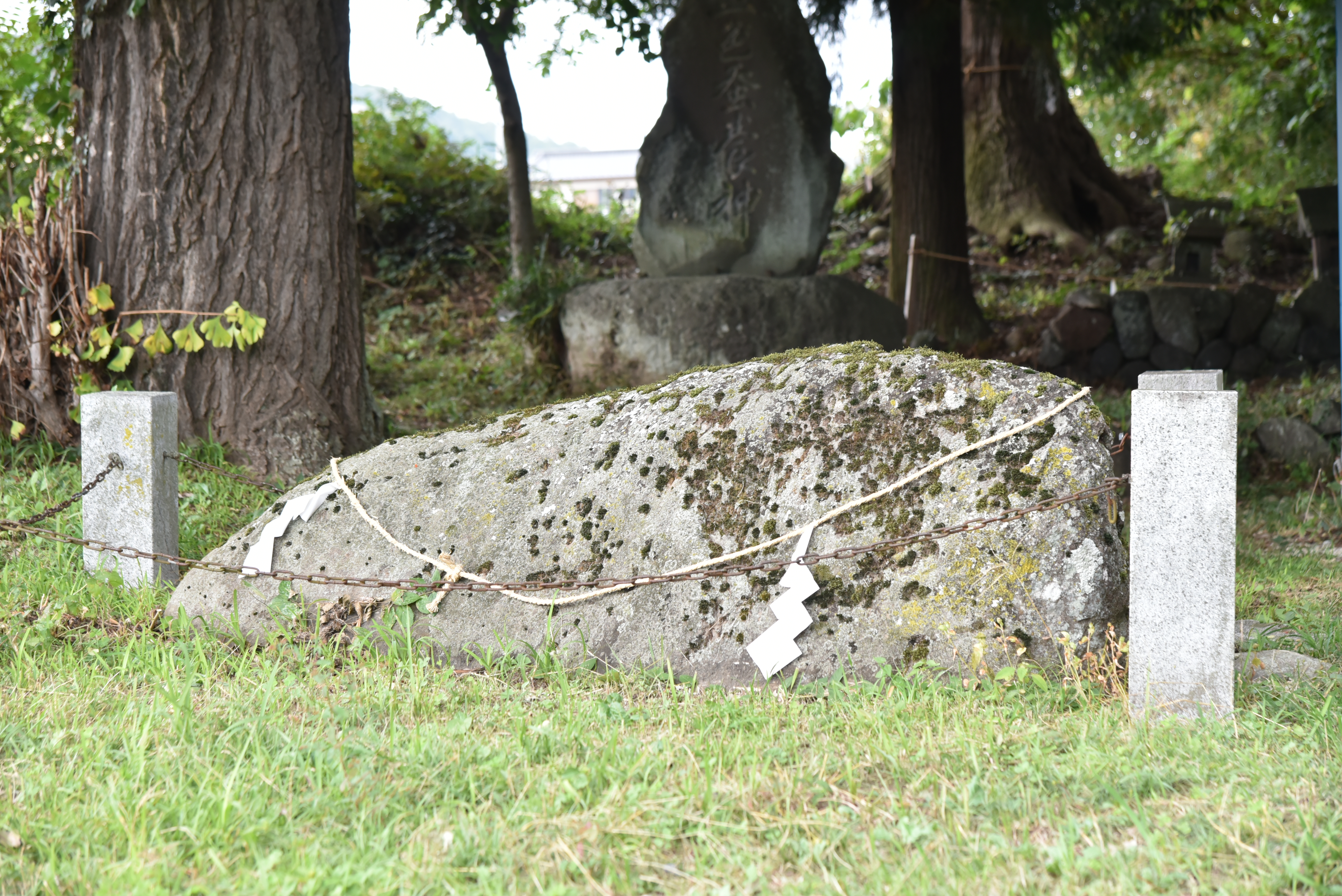
牛石

## 現地情報
所在地
- 〒408-0112 山梨県北杜市須玉町若神子820

アクセス
- JR中央本線日野春駅から徒歩60分
- 山梨交通バス停「JA須玉支所」または「若神子下」から徒歩3分。「若神子中」から徒歩5分。